# James Bruce, 8. hrabě z Elginu
James Bruce, 8. hrabě z Elginu (James Bruce, 8th Earl of Elgin, 12th Earl of Kincardine, 8th Baron Bruce of Whorlton, 1st Baron Elgin) (20. července 1811, Londýn, Anglie – 20. listopadu 1863, Dharamsala, Indie) byl britský diplomat a státník ze staré skotské šlechty. Zastával funkce ve vládě, byl generálním guvernérem v Kanadě a místokrálem v Indii. V době opiových válek významně působil jako diplomat v Číně, zastával také řadu čestných funkcí ve Skotsku.
Pocházel ze starobylého skotského rodu, narodil se do početné rodiny diplomata a sběratele Thomase Bruce, 7. hraběte z Elginu (1766–1841). Studoval v Etonu a v Oxfordu, kde se spřátelil s pozdějším premiérem W. Gladstonem. V roce 1841 byl zvolen do Dolní sněmovny, ale téhož roku po otci zdědil šlechtické tituly se skotským peerstvím.

## Diplomat a koloniální administrátor

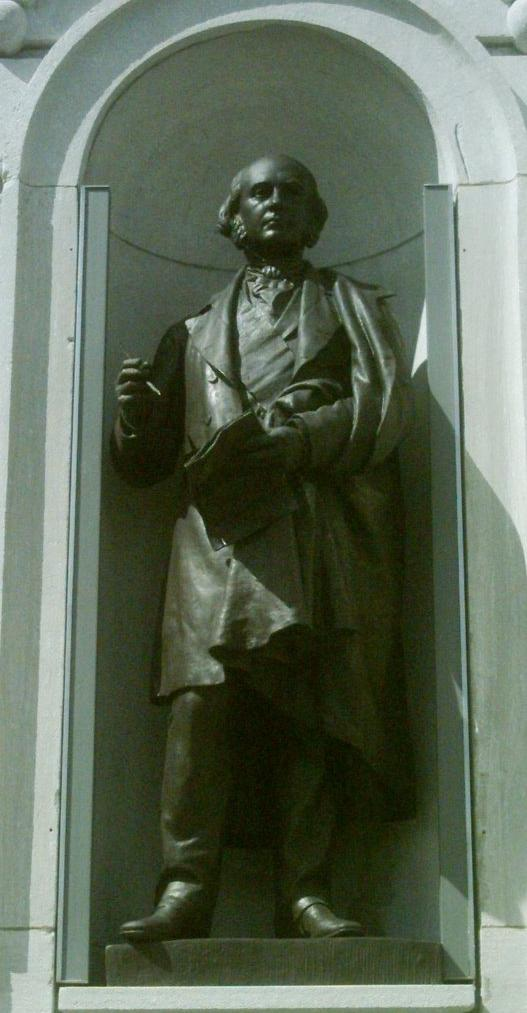
Socha lorda Elgina v budově parlamentu v Québecu

V letech 1842–1844 byl guvernérem na Jamajce. Zásluhy získal především jako generální guvernér v Kanadě (1847–1854), kde se mu podařilo konsolidovat politické poměry po předchozích povstáních, uzavřel obchodní smlouvu s USA a podporoval výstavbu železnic. V roce 1849 získal britský titul barona Elgina a vstoupil do Sněmovny lordů (všechny ostatní rodové tituly platily pouze pro Skotsko).
V roce 1857 byl jmenován členem Tajné rady a jako zplnomocněný komisař vyslán s vojenským kontingentem do Číny, kde měl hájit britské obchodní zájmy. Mezitím ale vypuklo Velké indické povstání a Elgin svěřený vojenský sbor uvolnil pro udržení nadvlády v Indii. Do Číny se dostal až v roce 1858 a uzavřel Tiencinskou smlouvu, téhož roku získal Řád lázně. Po návratu do Anglie se stal v Palmerstonově vládě generálním poštmistrem (1859–1860), poté byl znovu vyslán do Číny a vydal pokyn k vypálení Starého letního paláce. Po uzavření Pekingské smlouvy (1860) a dvou cestách do Japonska se vrátil do Anglie. Po předchozích zkušenostech se nakonec dostal k nejvyššímu postu v britské koloniální správě a v lednu 1862 byl jmenován místokrálem a generálním guvernérem v Indii (byl nástupcem lorda Canninga, formálně převzal funkci až v březnu). Zemřel v Indii na mrtvici a byl zde také pohřben.
Kromě působení v koloniích zastával též řadu dalších čestných funkcí v Anglii, byl kurátorem Britského muzea a prezidentem Společnosti starožitností ve Skotsku, v letech 1859–1861 byl rektorem univerzity v Glasgow. V letech 1854–1863 byl lordem-místodržitelem v hrabství Fife, kde vlastnil statky. Hlavní rodové sídlo Broomhall House obohatil o umělecké sbírky, které získal při vyrabování Letního paláce v Číně.
Jeho jméno nesou města Kincardine a Port Elgin v Kanadě.

## Rodina

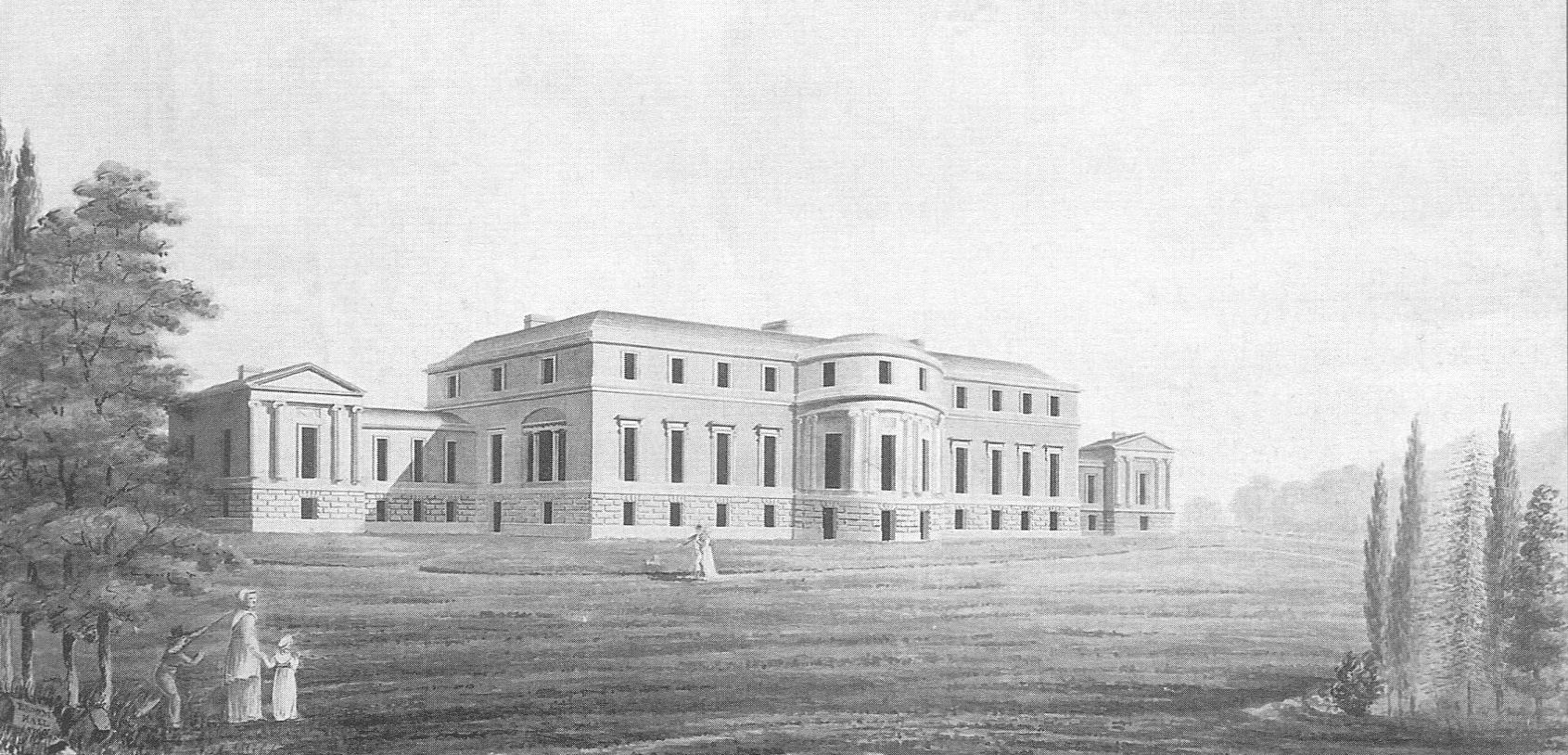
Zámek Broomhall House ve Skotsku, hlavní sídlo hrabat z Elginu

Poprvé se oženil v roce 1841 s Elizabeth Cumming-Bruce (1821–1843), která zemřela po porodu druhé dcery. V roce 1846 se jeho druhou manželkou stala Mary Louisa Lambton (1819–1898), dcera kanadského generálního guvernéra 1. hraběte z Durhamu. Z tohoto manželství pocházelo pět dětí, dědicem rodových titulů byl nejstarší syn Victor (1849–1917), který byl taktéž indickým místokrálem. Druhorozený syn Robert Bruce (1851–1893) sloužil v armádě a v letech 1880-1889 byl poslancem Dolní sněmovny za hrabství Fife.
Mladší bratr 8. hraběte Robert Bruce (1813–1862) byl generálmajorem, další bratr Sir Frederick Bruce (1814–1867) byl v letech 1859–1865 vyslancem v Pekingu a později zemřel jako vyslanec v USA.